# Вишкурт
Вишкурт (Вишкура) — река в России, протекает по Шатурскому району Московской области. Левый приток реки Поля.
Река Вишкурт берёт начало в болотах к юго-востоку от микрорайона Керва города Шатуры. Течёт на юго-восток. Устье реки находится у села Кривандино в 52 км по левому берегу реки Поля. Длина реки составляет 3 км.

## Данные водного реестра
По данным государственного водного реестра России относится к Окскому бассейновому округу, водохозяйственный участок реки — Клязьма от города Орехово-Зуево до города Владимир, речной подбассейн реки — бассейны притоков Оки от Мокши до впадения в Волгу. Речной бассейн реки — Ока.
Код объекта в государственном водном реестре — 09010300712110000031955.